# Pierre Braunstein
Pour les articles homonymes, voir Braunstein.
Pierre Braunstein (né le 4 octobre 1947 à Mulhouse) est un chimiste français.

## Carrière
Il est sorti major de l’École nationale supérieure de chimie de Mulhouse en 1969 puis obtint son diplôme de docteur-ingénieur (sous la direction de J. Dehand) en chimie inorganique de l’université Louis-Pasteur (ULP) de Strasbourg en 1971. Il a passé l’année universitaire 1971/72 à l'University College de Londres, avec les professeurs Ronald Nyholm et Robin Clark (en). Après avoir soutenu sa thèse de doctorat d'État à l'ULP en 1974, il effectue un nouveau stage post-doctoral, à l'université technique de Munich (TUM), avec le professeur Ernst Otto Fischer (lauréat du prix Nobel) en tant que boursier Alexander-von-Humboldt (1974/75).
Il a effectué toute sa carrière au CNRS où il est devenu directeur de recherche de classe exceptionnelle. Il est directeur de recherche émérite depuis septembre 2014 et professeur conventionné de l’Université de Strasbourg ,,.

## Recherche scientifique
Ses recherches portent sur la chimie minérale et organométallique des éléments de transition et du groupe principal, où il est (co)auteur de plus de 580 publications scientifiques et articles de synthèse. Elles couvrent un vaste domaine, allant de l’étude des complexes à liaison métal-métal, (hétéro)dinucléaires et agrégats atomiques,, de l’activation multisite de substrats organiques,, des clusters hétérométalliques à interactions métallophiles entre ions métalliques à couche électronique complète,, des ligands fonctionnels et hémilabiles (à atomes donneurs N, P, O, S, carbènes N-hétérocycliques,…),,,,,,,,,,, des complexes de phosphinoénolates, de l’activation du CO2 et des isocyanates organiques et de leur valorisation catalytique,, des ligands silylés dans un environnement hétérobimétallique, à l’étude de zwitterions quinonoïdes originaux à systèmes π organiques délocalisés, qui favorisent la communication électronique entre centres métalliques,, et permettent la modification des propriétés électroniques des surfaces sur lesquelles ils sont déposés,. Les applications de ses travaux vont de diverses réactions de catalyse homogène,, dont le couplage déshydrogénant des stannanes le transfert hydrogénant, et l’oligomérisation de l'éthylène, à la première utilisation des nanoparticules bimétalliques dérivées de clusters moléculaires en catalyse hétérogène,.
Il a donné plus de 480 conférences plénières et invitées dans des congrès et institutions internationales et a reçu de nombreux prix et distinctions en provenance de France, d'Allemagne, de Chine, d'Italie, du Japon, du Portugal, de Singapour, d'Espagne, des Pays-Bas et du Royaume-Uni. Il occupe ou a occupé de nombreuses fonctions éditoriales et est régulièrement sollicité pour participer à l’évaluation de programmes de recherche étrangers.
Il est membre de l'Académie des sciences en France et de l'Académie allemande des sciences Leopoldina, membre correspondant de l'Académie des sciences de Saragosse (Espagne) et de l'Académie des sciences de Lisbonne (Portugal). Il est également membre de l'Academia Europaea et de l'Académie européenne des sciences. Depuis 2015, il est responsable de la division des sciences chimiques à l'Académie européenne des sciences.

## Distinctions

### Prix
- Prix de la division de chimie-physique et de chimie minérale de la Société française de chimie, 1975
- Prix d'Aumale de l'Institut Français sur proposition de l'Académie des sciences en France, 1983
- Alexander-von-Humboldt Forschungspreis, 1988
- Médaille d'argent du CNRS, 1989
- Max-Planck Forschungspreis (conjointement avec H. Vahrenkamp, Allemagne), 1991
- Grand Prix Raymond Beer de la Société française de chimie, 1995
- 1er lauréat du prix franco-espagnol Paul Sabatier - Miguel Catalán entre la Société française de chimie et la Société royale espagnole de chimie 1998
- Prix Grignard - Georg Wittig entre la Société française de chimie et la Gesellschaft Deutscher Chemiker, 1999
- Prix Otto-Warburg (Allemagne) 2002
- Professeur invité à l’ Academia Sinica Taipei, TAIPEI (Taiwan), 2002
- Grand Prix de l'Institut Français du Pétrole (IFPEN) de l'Académie des sciences de France, 2004
- Prix Descartes-Huygens (Académie des sciences néerlandaise), 2008
- Prix international de la Société japonaise de chimie de coordination, 2013
- Prix de la fondation internationale de chimie organique (Kyoto, Japon), 2013
- Grand Prix Pierre Süe de la Société chimique de France, 2013
- Médaille Sacconi (Société chimique italienne), 2013
- 1er lauréat du prix bilatéral Portugal-France entre la Société Française de Chimie et Sociedade Portuguesa de Química, 2019
- Prix bilatéral Chine-France entre la Société Française de Chimie et Chinese Chemical Society, 2020
- Prix Européen de Chimie  Organométallique de la "European Chemical Society (EuChemS)-Division of Organometallic Chemistry », 2021

### Honneurs
- Professeur invité à la faculté de chimie de l'université de Constance (Allemagne), 1984
- 1re Grand Manchester conférence de chimie inorganique - UMIST - Manchester (Royaume-Uni), 1985
- Conférence Weissberger Williams - laboratoires de recherche Kodak - Rochester (États-Unis), 1986
- Conférencier John van Geuns, Amsterdam (Pays-Bas), 1993
- Fellow de la Société japonaise pour la promotion de la science (JSPS) - Tokyo (Japon), 1997
- Conférence commémorative Chini (Société chimique italienne), 2003
- Conférence et médaille Nyholm (Société royale de chimie), 2003
- Molecular Science Forum Lecture Professorship, Académie chinoise des sciences, Pékin, Chine, 2006
- Distinguished Visiting Scientist, institut de recherche sur les matériaux et l'ingénierie (IMRE), A* STAR, Singapour, 2013-2017
- Nommé Technische Universität Munich (TUM) Ambassador (1re promotion), 2013
- Élu responsable de la division chimie de l'Académie européenne des sciences, 2015
- Professeur invité à l'université des sciences et technologies de Qingdao (Chine), 2016 - 2019
- Professeur titulaire de la chaire Qiushi de l'université du Zhejiang (Chine), mars 2017-déc. 2019
- Chaire de professeur à l’université de Suzhou (Chine), 2017-2020
- Distinguished Honorary Professor à l’Université de Yangzhou (Chine), 2018-2022
- Distinguished Visiting Scholar, University of Hong-Kong, 2018.
- “Tongji Master Lecture”, Université Tongji (Chine), 2019
- Distinguished professor, Université de Zhejiang (Chine), 2019-2024

### Sociétés savantes - Académies
- Fellow de la société royale de chimie britannique (CChem FRSC), 1996
- Membre correspondant de l'Académie des sciences de France, 1993
- Membre correspondant de l'Académie des sciences de Saragosse (Espagne), 2002
- Membre de l’Academia Europaea, 2002
- Membre de l'Académie européenne des sciences, 2002
- Membre de l'Académie nationale allemande des sciences Leopoldina, 2005
- Membre de l'Académie des sciences française, 2005
- Membre distingué de la Société chimique de France (1re promotion), 2013
- Membre correspondant étranger de l'Académie des sciences de Lisbonne (Portugal), 2015

### Décorations
- Chevalier de la Légion d'honneur Il est fait chevalier par décret du 13 juillet 2009[39].
- Commandeur de l'ordre national du Mérite Il est fait officier par décret du 2 mai 2017 pour ses 44 ans de services[40]. Il est promu au grade de commandeur le 2 juin 2023[41].